# Liste der Gemarkungen im Landkreis Lörrach
Die Liste der Gemarkungen im Landkreis Lörrach umfasst die aktuellen Gemarkungen im baden-württembergischen Landkreis Lörrach nach den Angaben des Landesamtes für Geoinformation und Landentwicklung.
| Nr.    | Gemarkung        | AGS      | Gemeinde               | Fläche ha | Bevölkerung Zensus 2011-05-09 | WGS84                       |
| ------ | ---------------- | -------- | ---------------------- | --------- | ----------------------------- | --------------------------- |
| 087080 | Todtnau          | 08336087 | Todtnau                | 2274,02   | 2487                          | 47° 50′ 34″ N, 7° 58′ 17″ O |
| 087081 | Aftersteg        | 08336087 | Todtnau                | 456,99    | 317                           | 47° 50′ 51″ N, 7° 55′ 24″ O |
| 087082 | Geschwend        | 08336087 | Todtnau                | 1132,66   | 401                           | 47° 48′ 45″ N, 7° 57′ 54″ O |
| 087083 | Muggenbrunn      | 08336087 | Todtnau                | 407,97    | 222                           | 47° 51′ 57″ N, 7° 54′ 27″ O |
| 087084 | Präg             | 08336087 | Todtnau                | 1362,11   | 370                           | 47° 46′ 55″ N, 7° 58′ 37″ O |
| 087085 | Schlechtnau      | 08336087 | Todtnau                | 352,48    | 332                           | 47° 49′ 52″ N, 7° 56′ 11″ O |
| 087086 | Todtnauberg      | 08336087 | Todtnau                | 984,45    | 660                           | 47° 51′ 39″ N, 7° 57′ 1″ O  |
| 087095 | Wieden           | 08336096 | Wieden                 | 1223,9    | 567                           | 47° 50′ 37″ N, 7° 53′ 21″ O |
| 087100 | Aitern           | 08336004 | Aitern                 | 920,07    | 513                           | 47° 49′ 6″ N, 7° 52′ 28″ O  |
| 087105 | Utzenfeld        | 08336090 | Utzenfeld              | 739,19    | 646                           | 47° 48′ 48″ N, 7° 54′ 40″ O |
| 087110 | Schönenberg      | 08336080 | Schönenberg            | 742,18    | 358                           | 47° 48′ 6″ N, 7° 51′ 50″ O  |
| 087115 | Böllen           | 08336010 | Böllen                 | 566,35    | 100                           | 47° 47′ 53″ N, 7° 50′ 45″ O |
| 087120 | Schönau          | 08336079 | Schönau im Schwarzwald | 1471,23   | 2352                          | 47° 47′ 17″ N, 7° 56′ 1″ O  |
| 087125 | Tunau            | 08336089 | Tunau                  | 404,4     | 188                           | 47° 47′ 10″ N, 7° 55′ 23″ O |
| 087130 | Wembach          | 08336094 | Wembach                | 179,61    | 321                           | 47° 46′ 22″ N, 7° 52′ 34″ O |
| 087135 | Fröhnd           | 08336025 | Fröhnd                 | 1618,46   | 483                           | 47° 45′ 48″ N, 7° 53′ 8″ O  |
| 087140 | Neuenweg         | 08336107 | Kleines Wiesental      | 1266,18   | 293                           | 47° 47′ 53″ N, 7° 48′ 48″ O |
| 087145 | Bürchau          | 08336107 | Kleines Wiesental      | 610,03    | 187                           | 47° 46′ 20″ N, 7° 49′ 42″ O |
| 087150 | Wies             | 08336107 | Kleines Wiesental      | 2175,92   | 643                           | 47° 45′ 38″ N, 7° 45′ 56″ O |
| 087155 | Raich            | 08336107 | Kleines Wiesental      | 934,91    | 267                           | 47° 45′ 33″ N, 7° 48′ 17″ O |
| 087160 | Elbenschwand     | 08336107 | Kleines Wiesental      | 675,92    | 160                           | 47° 44′ 40″ N, 7° 49′ 44″ O |
| 087165 | Tegernau         | 08336107 | Kleines Wiesental      | 1012,73   | 448                           | 47° 43′ 15″ N, 7° 47′ 42″ O |
| 087170 | Sallneck         | 08336107 | Kleines Wiesental      | 459,7     | 344                           | 47° 43′ 5″ N, 7° 46′ 8″ O   |
| 087175 | Wieslet          | 08336107 | Kleines Wiesental      | 639,81    | 594                           | 47° 41′ 31″ N, 7° 47′ 13″ O |
| 087180 | Schliengen       | 08336078 | Schliengen             | 793,25    | 2541                          | 47° 45′ 8″ N, 7° 34′ 39″ O  |
| 087181 | Liel             | 08336078 | Schliengen             | 764,83    | 965                           | 47° 44′ 25″ N, 7° 36′ 38″ O |
| 087182 | Mauchen          | 08336078 | Schliengen             | 406,37    | 596                           | 47° 45′ 57″ N, 7° 36′ 1″ O  |
| 087183 | Niedereggenen    | 08336078 | Schliengen             | 376,21    | 560                           | 47° 45′ 2″ N, 7° 37′ 52″ O  |
| 087184 | Obereggenen      | 08336078 | Schliengen             | 1401,97   | 670                           | 47° 45′ 39″ N, 7° 40′ 19″ O |
| 087190 | Bellingen        | 08336006 | Bad Bellingen          | 426,61    | 1375                          | 47° 43′ 59″ N, 7° 33′ 34″ O |
| 087191 | Bamlach          | 08336006 | Bad Bellingen          | 436,48    | 836                           | 47° 42′ 51″ N, 7° 33′ 26″ O |
| 087192 | Hertingen        | 08336006 | Bad Bellingen          | 565,6     | 618                           | 47° 43′ 26″ N, 7° 35′ 18″ O |
| 087193 | Rheinweiler      | 08336006 | Bad Bellingen          | 263,58    | 1019                          | 47° 42′ 22″ N, 7° 32′ 4″ O  |
| 087200 | Malsburg         | 08336104 | Malsburg-Marzell       | 1723,6    | 943                           | 47° 44′ 38″ N, 7° 42′ 57″ O |
| 087201 | Marzell          | 08336104 | Malsburg-Marzell       | 764,82    | 553                           | 47° 46′ 40″ N, 7° 43′ 44″ O |
| 087210 | Kandern          | 08336045 | Kandern                | 1505,73   | 4084                          | 47° 42′ 48″ N, 7° 40′ 57″ O |
| 087211 | Feuerbach        | 08336045 | Kandern                | 396,99    | 332                           | 47° 44′ 4″ N, 7° 38′ 42″ O  |
| 087212 | Holzen           | 08336045 | Kandern                | 722,99    | 628                           | 47° 41′ 36″ N, 7° 37′ 15″ O |
| 087213 | Riedlingen       | 08336045 | Kandern                | 599,65    | 584                           | 47° 42′ 52″ N, 7° 38′ 2″ O  |
| 087214 | Sitzenkirch      | 08336045 | Kandern                | 383,92    | 253                           | 47° 44′ 14″ N, 7° 40′ 28″ O |
| 087215 | Tannenkirch      | 08336045 | Kandern                | 753,21    | 869                           | 47° 42′ 25″ N, 7° 35′ 50″ O |
| 087216 | Wollbach         | 08336045 | Kandern                | 1857,75   | 1290                          | 47° 40′ 58″ N, 7° 40′ 11″ O |
| 087220 | Ehrsberg         | 08336106 | Häg-Ehrsberg           | 932,17    | 340                           | 47° 45′ 3″ N, 7° 55′ 5″ O   |
| 087221 | Häg              | 08336106 | Häg-Ehrsberg           | 1569,56   | 559                           | 47° 43′ 57″ N, 7° 55′ 46″ O |
| 087230 | Zell             | 08336103 | Zell im Wiesental      | 939,74    | 3862                          | 47° 42′ 35″ N, 7° 52′ 23″ O |
| 087231 | Adelsberg        | 08336103 | Zell im Wiesental      | 452,3     | 202                           | 47° 43′ 23″ N, 7° 51′ 13″ O |
| 087232 | Atzenbach        | 08336103 | Zell im Wiesental      | 368,47    | 743                           | 47° 42′ 56″ N, 7° 53′ 8″ O  |
| 087233 | Gresgen          | 08336103 | Zell im Wiesental      | 704,28    | 472                           | 47° 43′ 8″ N, 7° 49′ 24″ O  |
| 087234 | Mambach          | 08336103 | Zell im Wiesental      | 446,22    | 381                           | 47° 43′ 55″ N, 7° 53′ 5″ O  |
| 087235 | Pfaffenberg      | 08336103 | Zell im Wiesental      | 380,36    | 162                           | 47° 44′ 18″ N, 7° 51′ 35″ O |
| 087236 | Riedichen        | 08336103 | Zell im Wiesental      | 316,11    | 188                           | 47° 42′ 16″ N, 7° 53′ 40″ O |
| 087245 | Hausen           | 08336036 | Hausen im Wiesental    | 513,32    | 2354                          | 47° 41′ 2″ N, 7° 49′ 57″ O  |
| 087250 | Schopfheim       | 08336081 | Schopfheim             | 1135,46   | 9120                          | 47° 38′ 54″ N, 7° 49′ 42″ O |
| 087251 | Eichen           | 08336081 | Schopfheim             | 424,06    | 660                           | 47° 38′ 39″ N, 7° 51′ 22″ O |
| 087252 | Enkenstein       | 08336081 | Schopfheim             | 365,28    | 246                           | 47° 41′ 8″ N, 7° 48′ 49″ O  |
| 087253 | Fahrnau          | 08336081 | Schopfheim             | 559,98    | 4141                          | 47° 39′ 49″ N, 7° 51′ 11″ O |
| 087254 | Gersbach         | 08336081 | Schopfheim             | 2403,96   | 683                           | 47° 41′ 58″ N, 7° 56′ 26″ O |
| 087255 | Langenau         | 08336081 | Schopfheim             | 429,08    | 1401                          | 47° 39′ 54″ N, 7° 47′ 54″ O |
| 087256 | Raitbach         | 08336081 | Schopfheim             | 820,12    | 448                           | 47° 40′ 55″ N, 7° 52′ 9″ O  |
| 087257 | Wiechs           | 08336081 | Schopfheim             | 648,54    | 1897                          | 47° 37′ 55″ N, 7° 48′ 22″ O |
| 087265 | Hasel            | 08336034 | Hasel                  | 1164,34   | 1119                          | 47° 39′ 49″ N, 7° 53′ 42″ O |
| 087270 | Maulburg         | 08336057 | Maulburg               | 974,1     | 4150                          | 47° 38′ 36″ N, 7° 46′ 42″ O |
| 087280 | Steinen          | 08336084 | Steinen                | 594,77    | 5141                          | 47° 39′ 6″ N, 7° 44′ 29″ O  |
| 087281 | Endenburg        | 08336084 | Steinen                | 1061,73   | 392                           | 47° 42′ 47″ N, 7° 44′ 21″ O |
| 087282 | Hägelberg        | 08336084 | Steinen                | 643,85    | 642                           | 47° 40′ 12″ N, 7° 43′ 19″ O |
| 087283 | Höllstein        | 08336084 | Steinen                | 264,17    | 1857                          | 47° 38′ 39″ N, 7° 45′ 20″ O |
| 087284 | Hüsingen         | 08336084 | Steinen                | 687,64    | 590                           | 47° 38′ 7″ N, 7° 44′ 45″ O  |
| 087285 | Schlächtenhaus   | 08336084 | Steinen                | 753,03    | 489                           | 47° 41′ 16″ N, 7° 44′ 23″ O |
| 087286 | Weitenau         | 08336084 | Steinen                | 677,42    | 556                           | 47° 40′ 44″ N, 7° 45′ 53″ O |
| 087290 | Efringen-Kirchen | 08336014 | Efringen-Kirchen       | 1042,13   | 3161                          | 47° 39′ 1″ N, 7° 34′ 12″ O  |
| 087291 | Blansingen       | 08336014 | Efringen-Kirchen       | 455,97    | 516                           | 47° 41′ 35″ N, 7° 32′ 46″ O |
| 087292 | Egringen         | 08336014 | Efringen-Kirchen       | 627,1     | 948                           | 47° 40′ 1″ N, 7° 36′ 11″ O  |
| 087293 | Huttingen        | 08336014 | Efringen-Kirchen       | 455       | 453                           | 47° 40′ 16″ N, 7° 32′ 32″ O |
| 087294 | Istein           | 08336014 | Efringen-Kirchen       | 259,1     | 1263                          | 47° 39′ 30″ N, 7° 32′ 18″ O |
| 087295 | Kleinkems        | 08336014 | Efringen-Kirchen       | 370,99    | 417                           | 47° 41′ 17″ N, 7° 31′ 28″ O |
| 087296 | Mappach          | 08336014 | Efringen-Kirchen       | 424,71    | 499                           | 47° 40′ 48″ N, 7° 36′ 32″ O |
| 087297 | Welmlingen       | 08336014 | Efringen-Kirchen       | 425,64    | 464                           | 47° 41′ 29″ N, 7° 34′ 5″ O  |
| 087298 | Wintersweiler    | 08336014 | Efringen-Kirchen       | 310,33    | 486                           | 47° 40′ 33″ N, 7° 34′ 18″ O |
| 087310 | Wittlingen       | 08336100 | Wittlingen             | 449,35    | 972                           | 47° 39′ 38″ N, 7° 39′ 37″ O |
| 087315 | Schallbach       | 08336075 | Schallbach             | 394,8     | 737                           | 47° 39′ 27″ N, 7° 37′ 35″ O |
| 087320 | Fischingen       | 08336024 | Fischingen             | 188,53    | 691                           | 47° 39′ 2″ N, 7° 36′ 7″ O   |
| 087325 | Rümmingen        | 08336073 | Rümmingen              | 445,52    | 1609                          | 47° 38′ 46″ N, 7° 39′ 0″ O  |
| 087330 | Binzen           | 08336008 | Binzen                 | 580,69    | 2931                          | 47° 38′ 4″ N, 7° 37′ 17″ O  |
| 087335 | Eimeldingen      | 08336019 | Eimeldingen            | 355,01    | 2493                          | 47° 37′ 57″ N, 7° 35′ 39″ O |
| 087340 | Weil             | 08336091 | Weil am Rhein          | 807,57    | 19880                         | 47° 35′ 32″ N, 7° 37′ 2″ O  |
| 087341 | Haltingen        | 08336091 | Weil am Rhein          | 779,73    | 7331                          | 47° 36′ 45″ N, 7° 36′ 18″ O |
| 087342 | Märkt            | 08336091 | Weil am Rhein          | 138,4     | 665                           | 47° 37′ 33″ N, 7° 34′ 35″ O |
| 087343 | Ötlingen         | 08336091 | Weil am Rhein          | 219,21    | 715                           | 47° 37′ 16″ N, 7° 37′ 54″ O |
| 087350 | Lörrach          | 08336050 | Lörrach                | 1852,94   | 34804                         | 47° 36′ 51″ N, 7° 40′ 3″ O  |
| 087351 | Brombach         | 08336050 | Lörrach                | 985,87    | 6285                          | 47° 37′ 38″ N, 7° 42′ 24″ O |
| 087352 | Haagen           | 08336050 | Lörrach                | 358,48    | 3452                          | 47° 38′ 34″ N, 7° 40′ 43″ O |
| 087353 | Hauingen         | 08336050 | Lörrach                | 736,84    | 3023                          | 47° 39′ 23″ N, 7° 41′ 52″ O |
| 087360 | Inzlingen        | 08336043 | Inzlingen              | 947,24    | 2485                          | 47° 35′ 19″ N, 7° 42′ 2″ O  |
| 087370 | Schwörstadt      | 08336082 | Schwörstadt            | 1166,66   | 1945                          | 47° 35′ 52″ N, 7° 52′ 3″ O  |
| 087371 | Dossenbach       | 08336082 | Schwörstadt            | 835,57    | 470                           | 47° 37′ 13″ N, 7° 51′ 24″ O |
| 087380 | Rheinfelden      | 08336069 | Rheinfelden (Baden)    | 1128,62   | 18233                         | 47° 34′ 2″ N, 7° 46′ 31″ O  |
| 087381 | Adelhausen       | 08336069 | Rheinfelden (Baden)    | 712,13    | 739                           | 47° 36′ 47″ N, 7° 45′ 9″ O  |
| 087382 | Degerfelden      | 08336069 | Rheinfelden (Baden)    | 997,49    | 1497                          | 47° 34′ 53″ N, 7° 44′ 13″ O |
| 087383 | Eichsel          | 08336069 | Rheinfelden (Baden)    | 499,19    | 823                           | 47° 35′ 40″ N, 7° 45′ 25″ O |
| 087384 | Herten           | 08336069 | Rheinfelden (Baden)    | 815       | 4556                          | 47° 33′ 25″ N, 7° 43′ 45″ O |
| 087385 | Karsau           | 08336069 | Rheinfelden (Baden)    | 838,11    | 3707                          | 47° 35′ 15″ N, 7° 48′ 42″ O |
| 087386 | Minseln          | 08336069 | Rheinfelden (Baden)    | 945,26    | 1929                          | 47° 36′ 15″ N, 7° 47′ 36″ O |
| 087387 | Nordschwaben     | 08336069 | Rheinfelden (Baden)    | 344,25    | 298                           | 47° 36′ 59″ N, 7° 49′ 12″ O |
| 087400 | Grenzach         | 08336105 | Grenzach-Wyhlen        | 510,66    | 6394                          | 47° 33′ 22″ N, 7° 39′ 41″ O |
| 087401 | Wyhlen           | 08336105 | Grenzach-Wyhlen        | 1213,62   | 7315                          | 47° 33′ 3″ N, 7° 41′ 34″ O  |